# シュヴァルツェンベルク (フォアアールベルク州)

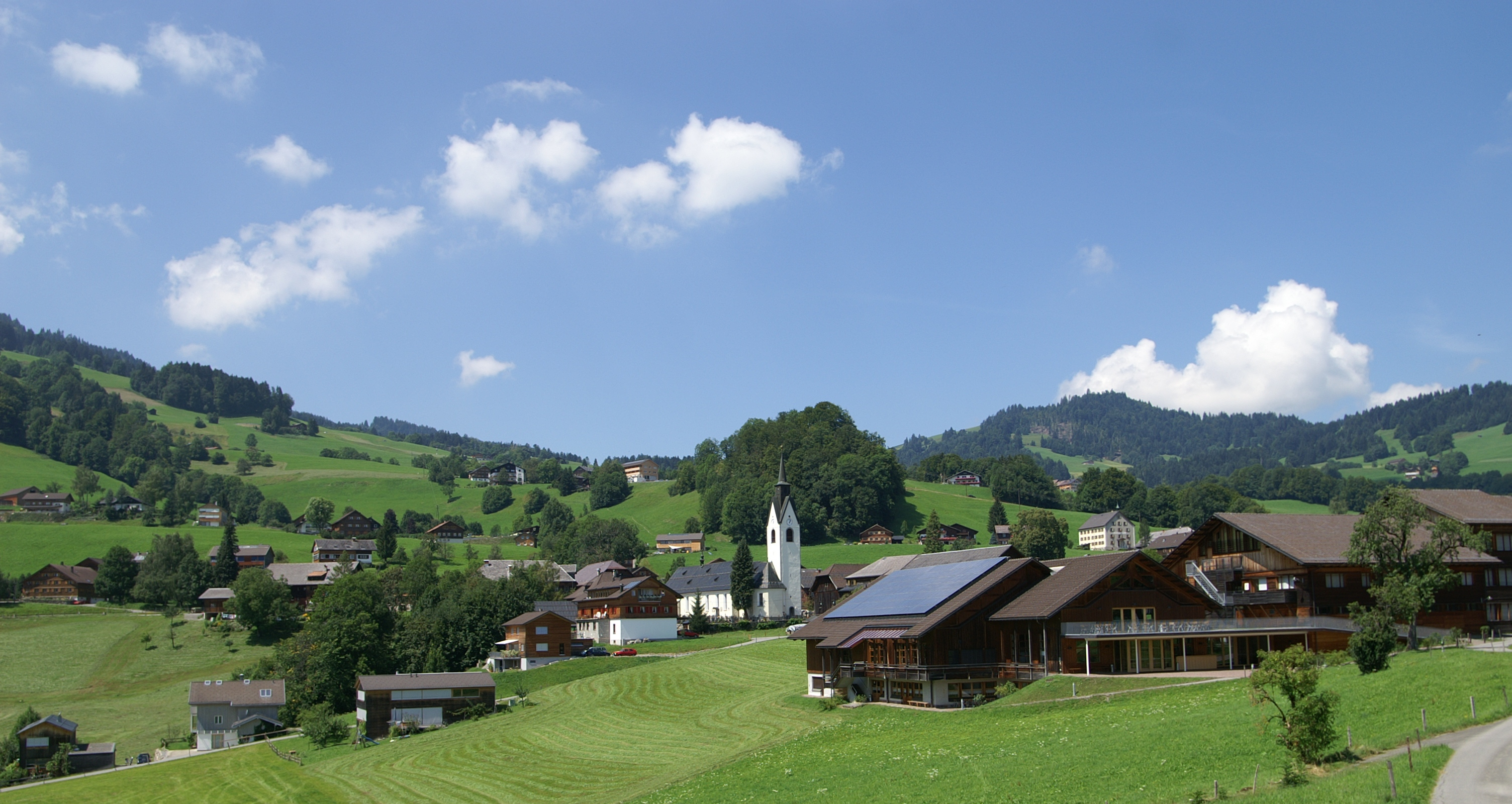
シュヴァルツェンベルク

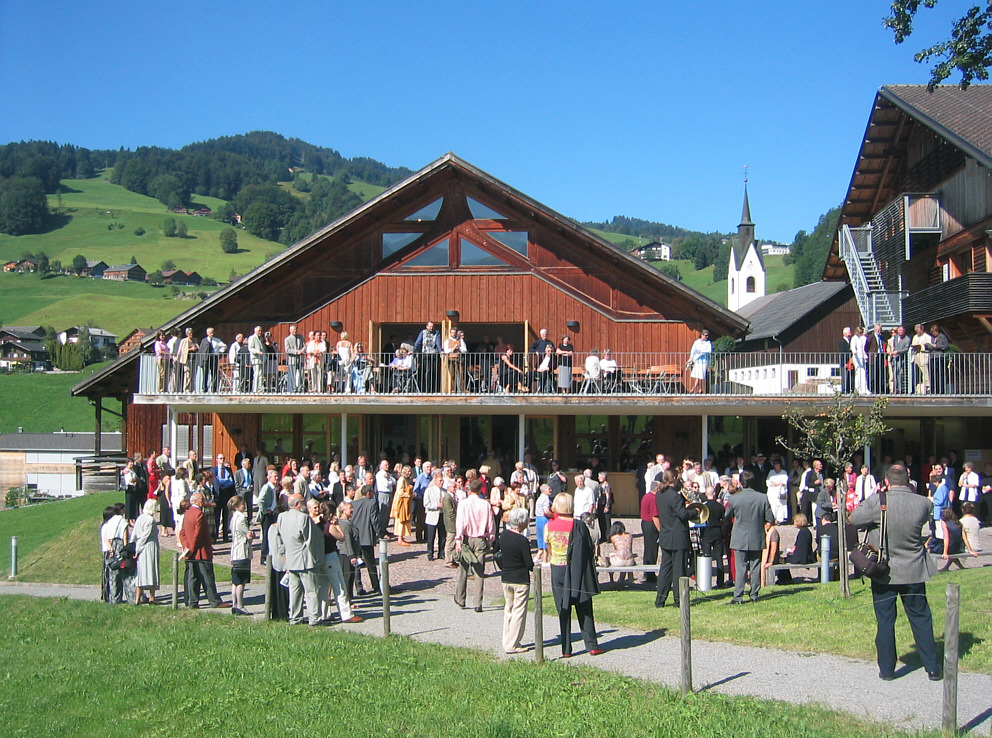
シューベルティアーデ・シュヴァルツェンベルク音楽祭の休憩時間中（アンゲリカ・カウフマン・ザール）

シュヴァルツェンベルク（標準ドイツ語：Schwarzenberg, アレマン語（オーストリアアレマン語）：Schwarzebearg（シュヴァーツェベアーク））は、オーストリアのフォラールベアーク州のブレゲンツの森にある村。ブレゲンツ郡の一部。2002年現在、人口は1,805人。村の中心地は下見板造りの家のため遺産保護されている。
シュヴァルツェンベルクでは18世紀の女流画家アンゲリカ・カウフマンが育った。カウフマンの父親も画家で、娘に教え、最初の絵の手伝いをした。村の教会にある壁画はカウフマン父娘を記念したもので、また、コンサート・ホールには娘の名前がつけられている。
この地では毎年、国際的に有名なリートおよび室内楽の音楽祭「シューベルティアーデ・シュヴァルツェンベルク（Schubertiade Schwarzenberg）」が催されている。これまでにアルフレート・ブレンデル、エマーソン弦楽四重奏団、Michael Schade、ロバート・ホール、アンゲリカ・キルヒシュラーガー（Angelika Kirchschlager）、トーマス・クヴァスホトフ（Thomas Quasthoff）らが出演した。